# Arctica (geslacht)
Arctica is een geslacht van mollusken uit de familie Arcticidae, dat fossiel bekend is vanaf het Laat-Krijt.

## Beschrijving
Deze tweekleppige noordkromp heeft een gladde, dikwandige schelp met een ei- tot hartvormige omtrek. De wervel buigt naar de kortere voorkant om. Beide kleppen bevatten onder de wervel drie tanden en een lange achterste laterale (aan de zijkant gelegen) tand. Aan de voorkant van de kardinale tanden (de centrale tanden waarmee de kleppen scharnieren) is de slotplaat voorzien van kerfjes en putjes. De lengte van de schelp bedraagt ongeveer 9 cm.

## Leefwijze
Dit geslacht bewoont aanzienlijke diepten en leeft op zandbodems.

## Soort
- Arctica islandica (Linnaeus, 1767)